# Florian Gratz
Florian Gratz (* 1985) ist ein ehemaliger deutscher Naturbahnrodler. Er startete von 2001 bis 2002 in vier Weltcuprennen und nahm an je zwei Junioren-Welt- und Europameisterschaften teil.

## Karriere
Gratz nahm von 2000 bis 2003 an internationalen Juniorenmeisterschaften teil, bei denen er meist Platzierungen im hinteren Mittelfeld erzielte. Bei der Junioreneuropameisterschaft 2000 in Umhausen belegte er unter 36 gewerteten Rodlern den 27. Platz und bei der Junioreneuropameisterschaft 2001 in Tiers unter 32 Rodlern den 22. Platz. Das beste Ergebnis gelang ihm bei der Juniorenweltmeisterschaft 2002 in Gsies, als er unter 35 Startern auf den 20. Platz kam. Bei seiner letzten internationalen Meisterschaft, der Junioreneuropameisterschaft 2003 in Kreuth, schied er nach einem Sturz aus.
In den Saisonen 2000/2001 und 2001/2002 nahm Gratz auch an jeweils zwei Weltcuprennen teil. Sein Weltcupdebüt gab er am 7. Januar 2001 in Unterammergau, wo er als Viertletzter den 24. Platz belegte. Eine Woche später ließ er in Lüsen als 27. bereits zehn Rodler hinter sich. Im folgenden Winter nahm er an den Weltcuprennen in Umhausen und Hüttau teil. In Umhausen erzielte er als Viertletzter den 24. Platz und in Hüttau unter 36 Startern den 28. Rang. Im Gesamtweltcup erzielte er den 36. bzw. 35. Platz.

## Erfolge

### Juniorenweltmeisterschaften
- Gsies 2002: 20. Einsitzer

### Junioreneuropameisterschaften
- Umhausen 2000: 27. Einsitzer
- Tiers 2001: 22. Einsitzer

### Weltcup
- 2 Platzierungen unter den besten 25